# Psalidoxena transsylvanica
Psalidoxena transsylvanica är en tvåvingeart som först beskrevs av Villeneuve 1929.  Psalidoxena transsylvanica ingår i släktet Psalidoxena och familjen parasitflugor. Inga underarter finns listade i Catalogue of Life.